# Exploration of the Red River of Louisiana
Exploration of the Red River of Louisiana (abreviado Explor. Red River Louisiana) es un libro ilustrado con descripciones botánicas que fue editada por Randolph Barnes Marcy. Fue publicado en Washington D. C. en 1853 con el nombre de Exploration of the Red River of Louisiana, in the year 1852 / by Randolph E. Marcy ... ; assisted by George B. McClellan ... ; with reports on the natural history of the country ... .